# Estación de ferrocarril de Taskent
La Estación de ferrocarril de Taskent (en uzbeko: O'zbekiston temir yo'llari) es la estación de ferrocarril principal de Taskent, la capital de Uzbekistán. Fue inaugurada en 1899 y es un importante centro ferroviario de Asia Central al tener conexión con el Ferrocarril Trans-Caspio, el Ferrocarril Turquestán–Siberia y el Ferrocarril Trans-Aral.

## Historia

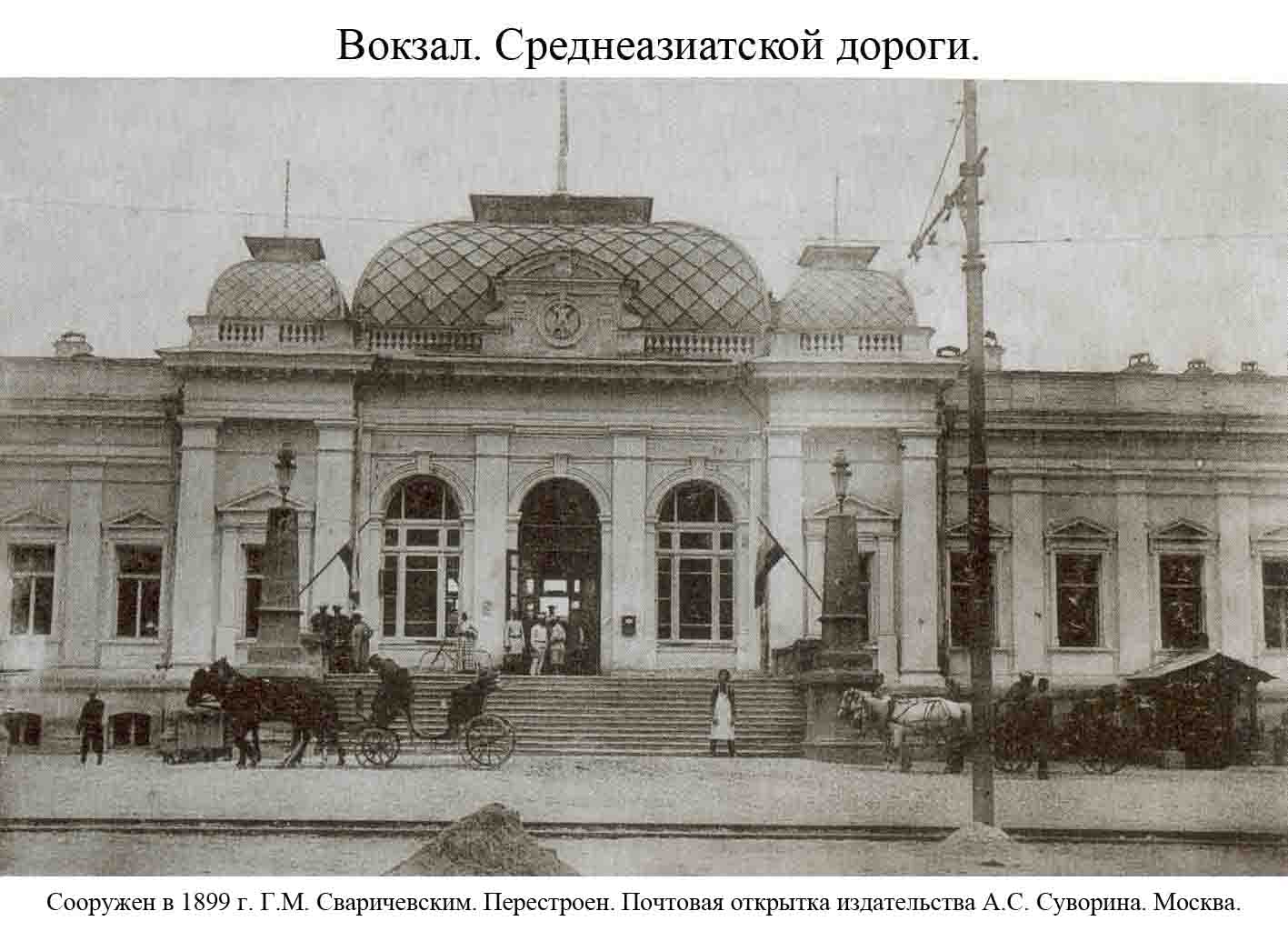
El edificio original en 1912.

La estación de tren de Taskent (Norte) fue construido en el siglo XIX, durante la construcción del nuevo barrio ruso en Taskent. El primer ferrocarril conectaba Taskent y Krasnovodsk (hoy Turkmenbashi en Turkmenistán) el 1 de mayo de 1899. La línea férrea entre Taskent y Oremburgo fue construida en 1906. En la primera parte del siglo XX era el único ferrocarril de conexión entre Rusia y Asia central.
Posteriormente fue reparada y reconstruida en varias ocasiones y en 1957 se construyó un nuevo edificio. Durante la Segunda Guerra Mundial esta estación de trenes reunió cientos de miles de refugiados procedentes de Europa del Este. En 1984 se inauguró la estación del metro de Taskent cerca de la estación de tren.
La estación es un importante centro ferroviario en la región del Turquestán. Hay servicios internacionales y nacionales, principalmente a Samarcanda y Bujará.